# OCN (rete televisiva)
OCN è un canale televisivo sudcoreano via cavo, proprietà di CJ ENM, divisione del gruppo CJ. Trasmette principalmente film, i più vecchi durante la giornata, i più recenti in prima serata. Trasmette anche episodi di serie televisive d'oltreoceano, in particolare dagli Stati Uniti d'America.